# Chromatiaceae
I Chromatiaceae sono dei batteri appartenenti alla famiglia del purple sulfur bacteria. Si distinguono per la produzione di globuli di zolfo fuori dal proprio organismo. Sono intermediari nella conversione di solfiti in solfuro che ne diventa una riserva. Organismi di questa famiglia sono presenti sia in acque dolci che in acque salate.